# هری بامفورد (بازیکن فوتبال، زاده ۱۹۱۴)
هری بامفورد (انگلیسی: Harry Bamford; ۸ آوریل ۱۹۱۴ – ۴ ژوئن ۱۹۴۹) بازیکن فوتبال اهل بریتانیا بود.
از باشگاه‌هایی که در آن بازی کرده‌است می‌توان به باشگاه فوتبال برایتون اند هوو آلبیون و باشگاه فوتبال برنتفورد اشاره کرد.